# Cardiaspina textrix
Cardiaspina textrix är en insektsart som först beskrevs av Walter Wilson Froggatt 1901.  Cardiaspina textrix ingår i släktet Cardiaspina och familjen rundbladloppor. Inga underarter finns listade i Catalogue of Life.